# Maryja Papowa
Maryja Uładzimirauna Papowa (biał. Марыя Уладзіміраўна Папова; ur. 13 lipca 1994 w Bobrujsku) – białoruska koszykarka grająca na pozycjach silnej skrzydłowej.
10 maja 2018 dołączyła do InvestInTheWest AZS AJP Gorzów Wielkopolski.
27 czerwca 2019 podpisała umowę z Arką Gdynia.

## Osiągnięcia
Stan na 3 sierpnia 2020, na podstawie, o ile nie zaznaczono inaczej.
Drużynowe
- Mistrzyni:
  - Ligi Bałtyckiej (2013)
  - Polski (2020)
  - Białorusi (2013)[6]
- Wicemistrzyni:
  - Polski (2019)[7]
  - Białorusi (2012)[8]
- Zdobywczyni pucharu Polski (2020)[9]
- Finalistka pucharu Białorusi (2013)[6]
- Brąz pucharu Białorusi (2012)[8]
- Uczestniczka rozgrywek EuroCup (2011–2017)

Indywidualne
(* – nagrody przyznane przez eurobasket.com)
- MVP Ligi Bałtyckiej (2013)
- Najlepsza skrzydłowa ligi białoruskiej (2012)*[8]
- Zaliczona do I składu:
  - EBLK (2020)[10]
  - pucharu Polski (2020)[11]
  - ligi białoruskiej (2012)*[8]
  - najlepszych zawodniczek krajowych ligi białoruskiej (2012)*[8]
- Uczestniczka meczu gwiazd ligi białoruskiej (2012, 2015)[8]

Reprezentacja
- Mistrzyni Europy U–18 dywizji B (2012)
- Uczestniczka:
  - igrzysk olimpijskich (2016 – 9. miejsce)
  - mistrzostw:
    - świata (2014 – 10. miejsce)
    - Europy:
      - 2013 – 5. miejsce, 2015 – 4. miejsce, 2017 – 15. miejsce
      - U–20 (2010 – 11. miejsce, 2011 – 14. miejsce, 2012 – 8. miejsce, 2013 – 4. miejsce, 2014 – 14. miejsce)
      - U–18 dywizji B (2011, 2012)
      - U–16 (2009, 2010 – 15. miejsce)
- MVP Eurobasketu U–18 dywizji B (2012)
- Zaliczona do I składu mistrzostw Europy U–18 dywizji B (2012)